# Kölner Domchor
Der Kölner Domchor ist der einzige Knabenchor in Köln und der älteste der inzwischen vier Chöre am Kölner Dom. Im Jahre 1863 wiedergegründet und am 1. November 1863 erstmals in der Öffentlichkeit aufgetreten, setzt er die jahrhundertealte Tradition des Chorgesanges am Kölner Dom fort. Er ist kein Internatschor, die Knaben kommen dreimal wöchentlich zu Proben ins Kardinal-Höffner-Haus, das Chorzentrum des Kölner Domes. In Form von gestalteter Freizeit in einer christlichen Gemeinschaft, die über das reine Musizieren hinausgeht, wird auch dafür Sorge getragen, dass Schule und Chor miteinander vereinbar bleiben.

## Aufgaben
Regelmäßig singt der Chor in den Gottesdiensten der Kathedrale sowie in Konzerten im Dom und außerhalb. Das Repertoire des Chores berücksichtigt zunehmend die Musik für einen Knabenchor aus Renaissance und Barock, ohne dabei die Musik des 20. Jahrhunderts aus dem Blickwinkel zu verlieren. Dabei kommt es auch zur Zusammenarbeit mit namhaften Ensembles der historischen Aufführungspraxis wie Concerto Köln und der Neuen Düsseldorfer Hofmusik. Allein oder gemeinsam mit dem Mädchenchor am Kölner Dom arbeitet er mit den wichtigsten musikalischen Einrichtungen in Köln zusammen: Philharmonie, Oper, Westdeutscher Rundfunk, Chöre und Orchester der Region.
An verschiedenen nationalen und internationalen Chorwettbewerben nahm der Chor erfolgreich teil, zuletzt beim 6. Deutschen Chorwettbewerb im Mai 2002, bei dem er den 1. Preis in der Kategorie Knabenchöre gewann.
Der Kölner Domchor ist Mitglied im Internationalen Chorverband Pueri Cantores, der weltweit katholische Kinder- und Jugendchöre vereint. Im Jahr 2004 richtete die Kölner Dommusik das 32. Internationale Chorfestival PUERI CANTORES mit 6.000 Kindern und Jugendlichen in Köln aus. Von großem Erfolg gekrönt, wurde sein Abschlussgottesdienst live im Fernsehen übertragen.

## 150-jähriges Jubiläum
Am 1. November 2013 wurde das 150-jährige Jubiläum seiner Gründung mit einem Pontifikalamt im Kölner Dom zelebriert. Der Domchor sang die Missa super Dixit Maria von Hans Leo Hassler und das Offertorium O quam gloriosum von Tomás Luis de Victoria. Mit diesen beiden Kompositionen trat der Chor am 1. November 1863 erstmals in die Öffentlichkeit. Naji Hakim vertonte als Auftragskomposition des Metropolitankapitels eigens für den Kölner Dom die Worte des 122. Psalms Laetatus sum, die zur Uraufführung vorbereitet wird. Die Komposition ist für einen vierstimmigen gemischten Chor mit zwei Orgeln und dem fakultativen Gebrauch der Pretiosa-Glocke des Kölner Domes geschrieben. Damit gab das Metropolitankapitel erstmals in der neueren Geschichte Musik zum Gebrauch in der Domliturgie. Finanziert wurde der Auftrag durch die 2011 gegründete Kulturstiftung Kölner Dom. Für Aufführungen außerhalb des Kölner Domes ist das Werk auch mit nur einer Orgel spielbar.

## Tourneen
Auf zahlreichen Konzertreisen ins europäische und internationale Ausland begeisterte der Kölner Domchor das Publikum. Im Oktober 2002 unternahm er seine erste Reise nach Übersee: USA und Mexiko. Die Konzertreise 2003 führte ihn im Oktober u. a. nach Erfurt, Dresden, Leipzig und Prag. Zweimal gastierte er beim Festival Internazionale di Musica e Arte Sacra in Rom, erstmals 2003 mit Johann Sebastian Bachs Johannespassion, das zweite Mal 2006 mit einem Mozart-Programm.
Zum Jahreswechsel 2004/2005 hat er gemeinsam mit dem Mädchenchor am Kölner Dom erstmals das Heilige Land Israel besucht.
Im Mai des Jahres 2006 führte eine Konzertreise den Chor nach Münster, Kiel und Hildesheim. Als Titelverteidiger durfte der Chor beim 7. Deutschen Chorwettbewerb in Kiel nicht im Rahmen des Wettbewerbes teilnehmen, bestritt jedoch den ersten Teil der Langen Chornacht im Kieler Schloss.
Die zweite Amerikareise des Domchores führte die Knaben und Männer im Herbst 2007 nach Kanada (Toronto, Montréal) und in die USA (New York City). Am Pfingstsonntag 2009 gestalteten die Sänger zusammen mit dem Kölner Kammerorchester in Rom ein Pontifikalamt im Petersdom mit Papst Benedikt XVI. Im Jahr 2016 nahm der Kölner Domchor an einem internationalen Chorfestival im italienischen Lecco teil. Im Sommer 2017 stand ein weiterer Höhepunkt in der Chorgeschichte an: Eine Reise nach Südamerika mit Auftritten in Buenos Aires und Rio de Janeiro. 2019 ging es für zweieinhalb Wochen erstmals nach China, wo der Domchor acht Konzerte in sieben Städten mit über 7.000 Besuchern gab. 2020 waren zuletzt eine große Konzertreise nach Portugal sowie eine Reise nach Uppsala in Schweden geplant, die coronabedingt abgesagt werden mussten.

## Sonstiges
Das erste erhaltene Tondokument des Kölner Domchors stammt aus dem Jahre 1905; eine Schellackplatte mit Stücken des italienischen Komponisten Giovanni Pierluigi da Palestrina, dirigiert von Domkapellmeister Karl Cohen, „Geheimkämmerer Seiner Heiligkeit des Papstes“.

## Kölner Domkapellmeister seit 1700
- Carl Rosier (1699–1725)
- Theodor Eltz (1748–1770)
- Joseph Aloys Schmittbaur (1775–1777)
- Franz Ignaz Kaa (1777–1803)
- Carl Leibl (1826–1863)
- Friedrich Koenen (1863–1881)
- Carl Cohen (1881–1909)
- Johannes Schulte (1909–1921)
- Johannes Mölders (1921–1943)
- Adolf Wendel (1948–1977)
- Karl-Heinz Obernier (1975–1977)
- Ralph S. March (1978–1987)
- Eberhard Metternich (seit 1987)
- ab 1. September 2025: Alexander Niehues[4]